# Shailendra

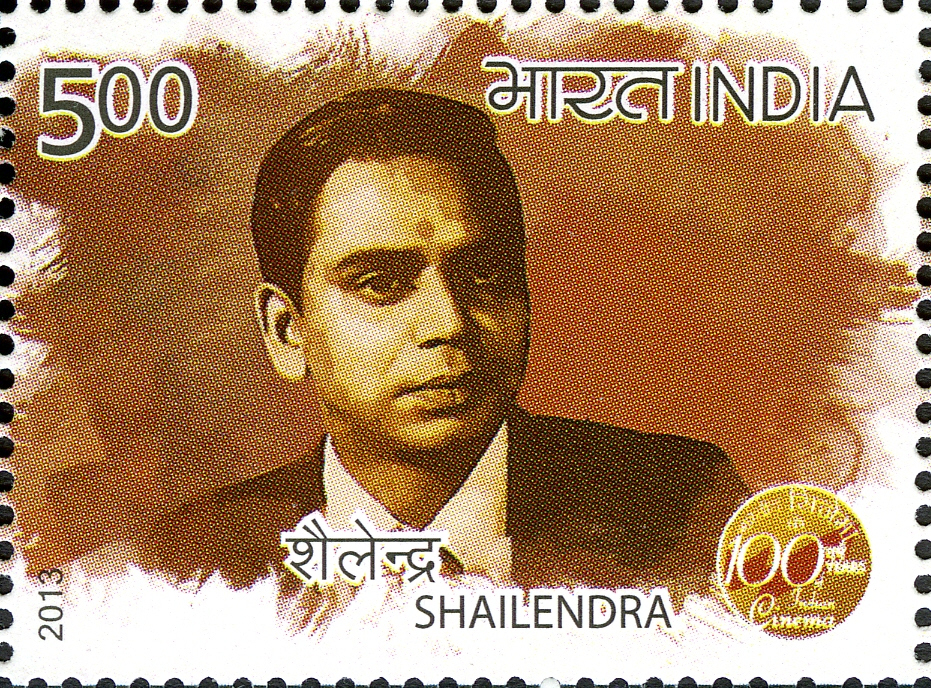
Shailendra
(2013 Briefmarke)

Shailendra (Hindi: शैलेन्द्र, Śailendra; * 30. August 1923 in Rawalpindi, Punjab; † 14. Dezember 1966 in Bombay, Maharashtra) war ein indischer Liedtexter des Hindi-Films. Er schrieb in den Sprachen Hindi und Urdu und ist insbesondere für seine Arbeiten für Filme des Schauspielers und Regisseurs Raj Kapoor bekannt.

## Leben
Shailendra wurde als ältester von vier Söhnen unter dem Namen Shankardas Kesrilal geboren. Seine Kindheit verbrachte er in Mathura. Als Angestellter der Indian Railways kam er 1947 nach Bombay. Er war in der dortigen Schauspielgruppe der Indian People’s Theatre Association (IPTA) aktiv, wo Raj Kapoor auf den dichterisch begabten jungen Mann aufmerksam wurde. Shailendra schrieb mit dem Liedtext zu Barsat Mein Tum Se Mile Hum Sajan..., dem Titelstück aus dem Raj-Kapoor-Film Barsaat (1949) seinen ersten Beitrag zu einem Film. Der Erfolg des Films führte zu einer langjährigen Zusammenarbeit mit Kapoor und dem Komponistenduo Shankar-Jaikishan sowie dem Liedtexter Hasrat Jaipuri.
Shailendra schrieb Liedtexte für etwa 170 Filme, unter anderem für Kompositionen von Salil Choudhury und Sachin Dev Burman, die teils erst postum Verwendung fanden. Er war Mitglied der Progressive Writers’ Association. 1966, kurz vor seinem Tod, produzierte er den Film Teesri Kasam mit Raj Kapoor und Waheeda Rehman in den Hauptrollen.

## Auszeichnungen
Shailendra gewann drei Filmfare Awards als bester Liedtexter:
- 1958 Yeh mera deewanapan hai (Yahudi)
- 1959 Sab kuch seekha hamne (Anari)
- 1968 Main gaoon tum so jaao (Brahmachari)

## Filmografie (Auswahl)
| - 1949: Barsaat - 1951: Awara – Der Vagabund von Bombay (Awaara) - 1951: Badal - 1952: Anandmath - 1952: Chhatrapati Shivaji - 1952: Daag - 1953: Aah - 1953: Anarkali - 1953: Zwei Hektar Land (Do Bigha Zamin) - 1954: Im Schatten des Lebens (Boot Polish) - 1954: Chandni Chowk - 1954: Naukri - 1955: Munimji - 1955: Der Prinz von Piplinagar (Shree 420) - 1956: Awaaz - 1956: Chori Chori - 1956: Unter dem Mantel der Nacht (Jagte Raho) - 1956: New Delhi - 1957: Kathputli - 1957: Musafir - 1958: Madhumati - 1958: Yahudi | - 1959: Anari - 1959: Chhoti Bahen - 1959: Satta Bazaar - 1960: Anuradha - 1960: Jis Desh Mein Ganga Behti Hai - 1960: Kala Bazaar - 1961: Jab Pyar Kisi Se Hota Hai - 1961: Junglee - 1962: Ganga Maiya Tohe Piyari Chadhaibo - 1962: Half Ticket - 1962: Hariyali Aur Raasta - 1962: Sautela Bhai - 1963: Bandini - 1964: Door Gagan Ki Chhaon Mein - 1964: Rajkumar - 1964: Sangam - 1965: Guide - 1966: Gaban - 1966: Teesri Kasam - 1967: Jewel Thief - 1968: Brahmachari - 1970: Mera Naam Joker |